# 鱼跳乡
鱼跳乡，原为浙江省临安市辖乡，2001年撤销。西邻岛石镇与新桥乡，北邻安徽省宁国市，东邻龙井桥乡，南邻上溪乡。八仙潭位于鱼跳乡境内。

## 历史沿革
鱼跳乡得名于境内的鱼跳村。1950年，鱼跳乡成立，1956年，龙井桥乡并入。1961年，设鱼跳公社。1984年，更名鱼跳乡。2001年，原龙井桥乡、鱼跳乡、上溪乡合并为大峡谷镇。

## 人口
2000年，鱼跳乡人口为3692人。